# Anita O’Day
Anita O’Day, właśc. Anita Belle Colton (ur. 18 października 1919 w Chicago, zm. 23 listopada 2006 w Los Angeles) – amerykańska wokalistka jazzowa. Krytyk jazzowy Will Friedwald napisał, że jest ona „jedyną białą wokalistką jazzową porównywalną do Elli Fitzgerald, Billie Holiday czy Sary Vaughan”. Laureatka NEA Jazz Masters Award 1997.
Od 1939 występowała z zespołem Maxa Millera. Na początku 1941 wstąpiła do orkiestry Gene Krupy. W latach 1944–1945 śpiewała ze Stanem Kentonem. Później zaczęła występować solo. W 1958 odniosła sukces na festiwalu w Newport. Wystąpiła w filmach Jazz on a Summer’s Day (1958) i Gene Krupa Story (1959). W 1985 dała w Carnegie Hall koncert z okazji 50-lecia pracy zawodowej.
Najpopularniejsze nagrania: „Let Me off Upton”, „Kick It”, „The Lady in Red”, „Tea For Two”, „Opus No. 1”, „And Her Tears Flowed Like Wine”, „Sweet Georgia Brown”.

## Dyskografia
| - Anita O’Day Specials (1951) - Anita O’Day Sings Jazz (1952) - Lady Is a Tramp (1952) - Anita O’Day Collates (1953) - Evening with Anita O’Day (1954) - Songs by Anita (1955) - This Is Anita (1955) - Pick Yourself Up with Anita O’Day (1956) - Anita Sings the Most (1957) - Anita O’Day Sings the Winners (1958) - At Mr. Kelly's (1958) - Anita O’Day Swings Cole Porter with Billy May (1959) - Cool Heat (1959) - Anita O’Day and Billy May Swing Rodgers and Hart (1960) - I Remember Billie Holiday (1960) - Incomparable! (1960) - Waiter, Make Mine Blues (1960) - All the Sad Young Men (1961) - Trav'lin' Light (1961) - Anita O’Day and the Three Sounds (1962) - That Is Anita (1962) - Time for Two (1962) | - Recorded Live at the Berlin Jazz Festival (1970) - I Get a Kick Out of You (1975) - My Ship (1975) - Anita O’Day Live (1976) - Live at Mingo's (1976) - Angel Eyes (1978) - Mello'day (1978) - Anita O’Day, Live at the City (1979) - Anita O’Day Live in Tokyo (1981) - Song for You (1984) - In a Mellow Tone (1989) - At Vine St. Live (1991) - I Told Ya I Love Ya: Now Get Out (1991) - Live in Person (1993) - Rules of the Road (1993) - Wave: Live at Ronnie Scott's (1993) - Portrait of a Jazz Singer (1998) - Live in Concert Tokyo 1976 (1999) - Live at the City San Francisco 1979 (2001) - Sometimes I'm Happy (2002) - Indestructible! (2006) |